# King Kong Escapes
Kingu Kongu no Gyakushū (キングコングの逆襲, El contraatac de King Kong), en anglès King King Escapes és una pel·lícula kaiju de 1967 dirigida per Ishirō Honda, amb efectes especials d'Eiji Tsuburaya. La pel·lícula va ser una coproducció japonesa-estatunidenca entre Tōhō i Rankin/Bass, i les estrelles Rhodes Reason, Linda Miller, Akira Takarada, Mie Hama, Eisei Amamoto, amb Haruo Nakajima com a King Kong i Hiroshi Sekita com a Mechani-Kong i Gorosaurus. La pel·lícula està basada en la sèrie de Rankin/Bass, The King Kong Show, i va ser la segona i última pel·lícula produïda per Toho amb King Kong. King Kong Escapes es va estrenar al Japó el 22 de juliol de 1967 i als Estats Units el 19 de juny de 1968. És la quarta entrada de la franquícia King Kong.

## Argument
Un geni del mal anomenat Dr. Who crea Mechani-Kong, una versió robot de King Kong, per buscar l'Element X altament radioactiu, que només es troba al Pol Nord. Mechani-Kong entra en una cova de gel i comença a cavar en una glacera, però la radiació destrueix els seus circuits cerebrals i el robot s'apaga. Who llavors es fixa en aconseguir que el veritable Kong acabi la feina. Who encarrega la tasca a una dona supervisora, Madame Piranha, el govern del país de la qual finança els plans del metge, i sovint el renya per no obtenir resultats.
Mentrestant, un submarí comandat per Carl Nelson arriba a l'illa Mondo, on viu el llegendari King Kong. Aquí, el mico gegant s'enfronta a una intensa lluita amb un dinosaure gegant Gorosaurus i una serp marina. S'enamora de la tinent Susan Watson (interpretada per Linda Jo Miller) seguint els passos d'Ann Darrow de la pel·lícula de 1933.
El Dr. Who va posteriorment a l'illa Mondo, segresta Kong i el porta de tornada a la seva base al pol nord. Kong està hipnotitzat per un dispositiu de llum intermitent i equipat amb un auricular de ràdio. Who mana a Kong que recuperi l'Element X de la cova. Es produeixen problemes amb l'auricular i Who ha de segrestar Susan Watson, l'única persona que pot controlar Kong.
Després que Watson i els seus companys oficials siguin capturats per Who, Madame Piranha intenta sense èxit seduir Nelson per portar-lo al seu costat. Finalment, Kong s'escapa i neda fins al Japó, on té lloc la batalla amb Mechani-Kong. Els dos gegants s'enfronten a la Torre de Tòquio a la final. Kong s'imposa i destrueix Mechani-Kong i mata Who i els seus homes. Llavors Kong torna triomfant nedant a la seva llar a l'illa.

## Repartiment
- Rhodes Reason - Comandant Carl Nelson (veu en japonès: Kei Taguchi)
- Akira Takarada - Tinent comandant Jiro Nomura
- Linda Jo Miller - tinent. Susan Watson (veu en japonpes: Akiko Santou; doblatge en anglès: Julie Bennett)
- Hideyo Amamoto - Dr. Who[2][3][4] (veu en anglès: Paul Frees)
- Mie Hama - Madame Piranha (veu en anglès: Julie Bennett)
- Yoshifumi Tajima - Cap
- Nadao Kirino - Assistent de Dr. Who
- Shoichi Hirose, Toru Ibuki, Nadao Kirino, Susumu Kurobe, Sachio Sakai, Kazuo Suzuki, Yoshifumi Tajima - Sequaços del Dr. Who
- Andrew Hughes - Periodista de les Nacions Unides
- Ryūji Kita - Inspector de policia
- Masaaki Tachibana - Soldat de les forces d'autodefensa
- Ikio Sawamura - Illenc de Mondo
- Yasuhisa Tsutsumi - General
- Osman Yusuf - Submarinista
- Haruo Nakajima - King Kong
- Hiroshi Sekita - Mechani-Kong i Gorosaurus

## Producció
La història és en part un remake de la sèrie de televisió animada (en si mateix un relat de la pel·lícula original de 1933) sobre un Kong domesticat que es fa amic d'un noi i el dirigeix a lluitar per les forces del bé. Aquest concepte (menys el noi) es combina amb una història de científic boig amb elements del gènere aleshores popular pel·lícula d'espies. El sinistre Dr. Who està inspirat en els vilans de James Bond Dr. Julius No i Ernst Stavro Blofeld. La seva parella, Madame Piranha, és una espia asiàtica interpretada per Mie Hama, acabada de sortir de la pel·lícula de Bond Només es viu dues vegades (1967). El comandant del submarí Carl Nelson és semblant a l'almirall Nelson, comandant del submarí Seaview a Viatge al fons del mar, una sèrie que també incloïa monstres gegants i històries sobre espionatge internacional.
El veterà actor de veu Paul Frees va posar la veu del Dr. Who en la versió americana.
En una entrevista amb Reason sobre la realització d'aquesta pel·lícula, Paul Frees va fer gairebé totes les veus masculines per a la versió doblada. Aparentment, Frees va preguntar a Reason per què hi era allà i va dir com a broma: "Per què estàs aquí? Probablement podria fer una versió millor de tu que tu."
Linda Miller odiava la seva veu doblada a la versió americana, però estimava la veu japonesa. Estava molt enfadada amb el Sr. Rankin, el productor, per no convidar-la a doblar les seves pròpies línies quan Rhodes Reason (Nelson) va poder redoblar les seves. Va resultar que funcionava d'aquesta manera perquè Reason formava part del Screen Actors Guild, i Linda Miller només era una model, i encara residia al Japó en aquell moment (els costos de transport a Nova York haurien estat prohibitius).
La fotografia d'un Gorosaurus que viu a Monster Island vista a la pel·lícula de 1969 Gojira Minira Gabara Ōru Kaijū Daishingeki va ser en realitat un material d'arxiu extret d'aquesta pel·lícula.

### Efectes especials
- Eiji Tsuburaya - Director d'efectes especials
- Sadamasa Arikawa - Director d'efectes especials secundaris
- Teruyoshi Nakano - Ajudant de direcció d'efectes especials
- Takeo Kita - Direcció artístic
- Fumio Nakadai - Director de Wireworks
- Yasuyuki Inoue: conjunts d'efectes especials

## Llançament

### Cinemes
Toho va reestrenar la pel·lícula el 1973 com a part del Champion Matsuri (東宝チャンピオンまつり), un festival de cinema que va tenir lloc del 1969 al 1978 i va incloure nombroses pel·lícules empaquetades i dirigides als nens. L'any 1983, la pel·lícula es va projectar durant el Godzilla Resurrection Festival.
Fora del Japó i els Estats Units, la pel·lícula va rebre un gran llançament a la majoria dels mercats internacionals, on va rebre diferents títols. La pel·lícula es va estrenar a Alemanya Occidental com "King-Kong, Frankensteins Sohn" ("King Kong: el fill de Frankenstein"), a Bèlgica com "La Revanche de King Kong" ("La venjança de King Kong" ) - una traducció directa del títol japonès, a Itàlia com a King Kong il gigante della foresta (King Kong, el gegant del bosc), a Turquia com a Canavarlarin Gazabi (La ira dels monstres), a Mèxic com a El Regreso de King Kong (El retorn de King Kong), a Finlàndia com a King Kong kauhun saarella (King Kong) a l'illa del terror), i a Suècia com a King Kong på skräckens ö (King Kong a l'illa del terror).

### Mitjans domèstics
DVD
R1 America - Universal Pictures
- Relació d'aspecte: 2,35:1 (anamòrfic) [NTSC]
- Bandes sonores: Anglès Dolby Digital 2.0 Mono
- Subtítols: Anglès, francès i espanyol
- Data de llançament: 29 de novembre de 2005
- Notes: També disponible en un paquet de dues funcions dobles (caixos de guarda separats) amb King Kong vs. Godzilla

Blu-ray
- Relació d'aspecte: 2,35:1 (pantalla ampla d'alta definició)
- Bandes sonores: Anglès DTS-HD Master Audio 2.0 Mono
- Subtítols: Anglès SDH, Francès
- Data de llançament: 1 d'abril de 2014[15]

## Recepció

### Taquilla
La pel·lícula es va estrenar als Estats Units el juny de 1968 com a doble sessió amb la comèdia/western de Don Knotts The Shakiest Gun in the West (en si mateix un remake de la comèdia-western de Bob Hope de 1948 The Paleface). La pel·lícula va guanyar en la distribució estatunidenca i canadenca 1 milió de dòlars USA, equivalent a uns ingressos bruts de taquilla d'aproximadament 3 milions de dòlars USA. A França, la pel·lícula va vendre 1,014,593 entrades.

### Resposta crítica
Les crítiques americanes contemporànies eren mixtes. El crític de cinema de New York Times Vincent Canby li va fer una crítica especialment insultant, i va comentar: "Els japonesos... són curts quan es tracta de fer pel·lícules de monstres com ara 'King Kong Escapes'. Els cineastes de Toho són bastant bons a l'hora de construir escenografies en miniatura, però gran part de la fotografia de procés —combinar les miniatures amb les preses a gran escala— és senzillament dolenta... la trama és desesperadament primitiva..."
El número del Film Bulletin del 15 de juliol de 1968, però, li va donar una crítica més positiva, dient: "Els adults que els agradin els seus entreteniments a nivell de còmic trobaran aquesta diversió i l'estrena universal (fet al Japó) té molts angles de ballyhoo per atraure els joves sense escola en gran nombre".

## Llegat
Toho volia tornar a utilitzar King Kong després d'aquesta pel·lícula. King Kong es va incloure en un esborrany inicial de la pel·lícula de 1968 Kaijū Sōshingeki però finalment es va abandonar a causa del fet que la llicència de Toho sobre el personatge havia de caducar. Tot i això, Toho va aconseguir aprofitar el vestit. El vestit es va reutilitzar per interpretar el personatge "Gorilla" a l'episodi #38 del programa de superherois gegants de Toho Ike! Greenman. L'episodi de tres parts, titulat "Greenman vs. Gorilla", es va emetre del 21 de març de 1974 al 23 de març de 1974.
Toho portaria el personatge Gorosaurus a la sèrie Godzilla a Kaijū Sōshingeki, utilitzant el mateix vestit d'aquesta pel·lícula. El vestit es va reutilitzar quatre anys més tard (en aquest moment en un estat ruïnós) per retratar el personatge de l'episodi #6 del programa de superherois gegant de Toho Ike! Godman. L'episodi de sis parts, titulat "Godman vs. Gorosaurus", es va emetre del 9 de novembre de 1972 al 15 de novembre de 1972.
A principis de la dècada de 1990, quan els plans per a un remake de King Kong vs. Godzilla van fracassar, Toho havia planejat tornar a Mechani-Kong com a oponent de Godzilla al projecte Godzilla vs.. Mechani-Kong. Tenmateix, segons Koichi Kawakita, es va descobrir que obtenir permís per utilitzar fins i tot la "semblança" de King Kong seria difícil. Kawakita va dir:
| « | Toho volia enfrontar Godzilla contra King Kong perquè King Kong vs. Godzilla va tenir molt èxit. No obstant això, l'estudi va pensar que obtenir permís per utilitzar King Kong seria difícil. Per tant, va decidir utilitzar MechaniKong. Poc després, es va descobrir que obtenir permís fins i tot per utilitzar la semblança de King Kong seria difícil. Per tant, el projecte es va cancel·lar. MechaniKong anava a tenir injectors. S'injectarien diverses persones a Godzilla mentre el robot lluitava amb ell. Aleshores anaven a lluitar amb Godzilla des de dins, mentre que MechaniKong continuava lluitant amb ell des de fora. A Godzilla hi hauria molts mons estranys diferents. El concepte era molt semblant al que es basava Fantastic Voyage. | » |